# União das Freguesias de Negreiros e Chavão
União das Freguesias de Negreiros e Chavão, kurz Negreiros e Chavão, ist eine Gemeinde (Freguesia) im Kreis Barcelos im Norden Portugals.
In der Gemeinde leben 2.364 Einwohner auf einer Fläche von 6,96 km² (Stand nach Zahlen von 2011).
Die Gemeinde entstand im Zuge der Gebietsreform in Portugal am 29. September 2013 durch Zusammenlegung der beiden bisherigen Gemeinden Negreiros und Chavão. Negreiros wurde Sitz der Gemeinde.